# Canton de Fournels
Le canton de Fournels était une division administrative française, située dans le département de la Lozère.

## Composition
| Nom                     | Code Insee | Intercommunalité                 | Superficie (km2) | Population (dernière pop. légale) | Densité (hab./km2) |
| ----------------------- | ---------- | -------------------------------- | ---------------- | --------------------------------- | ------------------ |
| Fournels (chef-lieu)    | 48064      | CC des Hautes Terres de l'Aubrac | 15,76            | 369 (2014)                        | 23                 |
| Albaret-le-Comtal       | 48001      | CC des Hautes Terres de l'Aubrac | 29,56            | 180 (2014)                        | 6,1                |
| Arzenc-d'Apcher         | 48007      | CC des Hautes Terres de l'Aubrac | 7,88             | 49 (2014)                         | 6,2                |
| Brion                   | 48031      | CC des Hautes Terres de l'Aubrac | 22,11            | 88 (2014)                         | 4                  |
| Chauchailles            | 48044      | CC des Hautes Terres de l'Aubrac | 17,40            | 95 (2014)                         | 5,5                |
| La Fage-Montivernoux    | 48058      | CC des Hautes Terres de l'Aubrac | 37,77            | 162 (2014)                        | 4,3                |
| Noalhac                 | 48106      | CC des Hautes Terres de l'Aubrac | 13,51            | 96 (2014)                         | 7,1                |
| Saint-Juéry             | 48161      | CC des Hautes Terres de l'Aubrac | 1,65             | 65 (2014)                         | 39                 |
| Saint-Laurent-de-Veyrès | 48167      | CC des Hautes Terres de l'Aubrac | 9,11             | 39 (2014)                         | 4,3                |
| Termes                  | 48190      | CC des Hautes Terres de l'Aubrac | 17,65            | 206 (2014)                        | 12                 |

## Démographie
| 1962  | 1968  | 1975  | 1982  | 1990  | 1999  | 2006  | 2011  | 2012  |
| ----- | ----- | ----- | ----- | ----- | ----- | ----- | ----- | ----- |
| 2 079 | 1 775 | 1 588 | 1 569 | 1 413 | 1 334 | 1 370 | 1 385 | 1 377 |

## Représentation
Sources : Annuaires du département de la Lozère. https://gallica.bnf.fr/ark:/12148/cb326955871/date

### Conseillers généraux de 1833 à 2015
| Période | Période      | Identité                                            | Étiquette   | Qualité                                                                                              |
| ------- | ------------ | --------------------------------------------------- | ----------- | --- |
| 1833    | 1861         | Guillaume Jean-Baptiste Augustin Filhon (1791-1863) |             | Notaire, maire de Fournels                                                                           |
| 1861    | 1864         | Jules Filhon                                        |             | Notaire, propriétaire au Mazet à Fournels                                                            |
| 1864    | 1870         | Jean-Antoine Odoul                                  |             | Propriétaire à Marvejols                                                                             |
| 1870    | 1871         | Émile Bout de Marnhac                               |             | Propriétaire à Aumont-Aubrac, juge de paix à Fournels                                                |
| 1871    | 1874         | Jean-Pierre Plagnes                                 |             | Propriétaire, maire de Brion, conseiller d'arrondissement                                            |
| 1874    | 1898         | Marquis Marie Joseph de Michel du Roc de Brion      | Droite      | Propriétaire à Fournels                                                                              |
| 1898    | 1910         | Henri Tichet                                        | Rad.        | Docteur-médecin à Fournels                                                                           |
| 1910    | 1919         | Marquis Christian de Michel du Roc de Brion         | Légitimiste | Propriétaire à Fournels                                                                              |
| 1919    | 1928         | Henri Tichet                                        | Rad.        | Docteur-médecin à Fournels                                                                           |
| 1928    | 1934         | Etienne Barrès (1877-1952)                          | URD         | Huissier Maire de Fournels, conseiller d'arrondissement                                              |
| 1934    | 1939 (décès) | Henri Tichet                                        | Rad.        | Docteur-médecin à Fournels                                                                           |
| 1939    | 1940         | Etienne Barrès                                      | URD         | Huissier Maire de Fournels                                                                           |
|         |              |                                                     |             | |
| 1945    | 1971 (décès) | André Peytavin (1913-1971)                          | MRP         | Notaire - Maire de Fournels                                                                          |
| 1971    | 1998         | Lucien Vidal                                        | DVD         | Médecin, chirurgien à l'hôpital de Mende                                                             |
| 1998    | 2015         | Pierre Morel-A-L'Huissier                           | UMP         | Avocat Député depuis 2002 Maire de Fournels Président de la Communauté de Communes des Hautes-Terres |

### Conseillers d'arrondissement (de 1833 à 1940)
Le canton de Fournels appartenait à l'arrondissement de Marvejols jusqu'à sa disparition en 1926.
| Période                                  | Période      | Identité                                                                 | Étiquette | Qualité |
| ---------------------------------------- | ------------ | ------------------------------------------------------------------------ | --------- | --- |
| 1833                                     | 1839         | M. Vialard                                                               |           | Propriétaire à Brion                                                                                        |
| 1839                                     | 1843 (décès) | Pierre Dominique Antoine Louis Eugène, Comte du Roc de Brion (1810-1843) |           | Ancien officier de cavalerie, propriétaire à Fournels                                                       |
| 1843                                     | 1845         | M. Portal                                                                |           | Notaire à Saint-Sauveur-de-Peyre                                                                            |
| 1845                                     | 1848         | M. Maury                                                                 |           | Propriétaire à Fournels                                                                                     |
|                                          |              |                                                                          |           | |
| 1852                                     |              | M. du Roc de Brion                                                       |           | Propriétaire, adjoint au maire de Fournels                                                                  |
|                                          |              |                                                                          |           | |
| av.1866                                  | 1871         | Jean-Pierre Plagnes (1827-1887)                                          |           | Maire de Brion (1863-1876)                                                                                  |
| 1871                                     | 1877         | Hippolyte Hermet (1815-1885)                                             |           | Cultivateur, maire de La Fage-Montivernoux                                                                  |
| 1877                                     | 1895         | M. Bombernat du Chambon                                                  |           | Propriétaire à Chauchailles                                                                                 |
| 1895                                     | 1919         | Paulin Toussaint Bousquet (1868-1951)                                    |           | Ancien notaire, greffier de la justice de paix, maire de Fournels                                           |
| 1919                                     | 1925         | François Ernest Sadoul (1886-1926)                                       |           | Notaire à Fournels                                                                                          |
| 1925                                     | 1928         | Étienne Barrès                                                           | Droite    | Huissier à Fournels                                                                                         |
| 1928                                     | 1940         | Cyprien Antoine Vassal (1861-1950)                                       | FR-PSF    | Cultivateur à Fournels                                                                                      |
| 1940                                     |              |                                                                          |           | Les conseils d'arrondissement ont été suspendus par la loi du 12 octobre 1940 et n'ont jamais été réactivés |
| Les données manquantes sont à compléter. |              |                                                                          |           | |